# Caldcluvia paniculata
Caldcluvia paniculata (Cav.) D.Don, 1830 è un albero della famiglia Cunoniaceae, diffuso in Cile e Argentina. È l'unica specie nota del genere Caldcluvia .

## Descrizione
È un albero sempreverde che può raggiungere i 20 m di altezza, con un tronco del diametro di circa 70 cm.

## Distribuzione e habitat
La specie è diffusa nelle foreste del Cile e dell'Argentina.
È una delle specie dominanti della laurisilva valdiviana.